# 喬貝國家公園
喬貝國家公園是非洲南部國家博茨瓦納的國家公園，位於該國北部，佔地11,700平方公里，建於1967年，是博茨瓦納第一座國家公園，以壯觀的象群著名，大象數目估計約50,000。

## 外部連結
- Chobe National Park on Wikivoyage
- Official Botswana Government page on Chobe National Park